# West Malling
West Malling es una parroquia civil y un villa del distrito de Tonbridge and Malling, en el condado de Kent (Inglaterra).

## Geografía
Según la Oficina Nacional de Estadística británica, West Malling tiene una superficie de 3,83 km².

## Demografía
Según el censo de 2001, West Malling tenía 2383 habitantes (46,45% varones, 53,55% mujeres) y una densidad de población de 622,19 hab/km². El 17,16% eran menores de 16 años, el 68,28% tenían entre 16 y 74 y el 14,56% eran mayores de 74. La media de edad era de 44,04 años. Del total de habitantes con 16 o más años, el 24,77% estaban solteros, el 53,6% casados y el 21,63% divorciados o viudos.
El 93,79% de los habitantes eran originarios del Reino Unido. El resto de países europeos englobaban al 2,01% de la población, mientras que el 4,2% había nacido en cualquier otro lugar. Según su grupo étnico, el 98,06% eran blancos, el 1,01% mestizos, el 0,8% asiáticos y el 0,13% de cualquier otro salvo el negros y chinos. El cristianismo era profesado por el 74,81%, el judaísmo por el 0,13%, el islam por el 0,71%, el sijismo por el 0,17% y cualquier otra religión, salvo el budismo y el hinduismo, por el 0,25%. El 15,03% no eran religiosos y el 8,9% no marcaron ninguna opción en el censo.
1069 habitantes eran económicamente activos, 1038 de ellos (97,1%) empleados y 31 (2,9%) desempleados. Había 1035 hogares con residentes, 31 vacíos y 8 eran alojamientos vacacionales o segundas residencias.